# Lysius Salomon
Lysius Félicité Salomon Jeune (Les Cayes, 30 de junho de 1815 - Paris, 24 de junho de 1877) foi presidente do Haiti.